# Euphyia panochra
Euphyia panochra är en fjärilsart som beskrevs av Turner 1922. Euphyia panochra ingår i släktet Euphyia och familjen mätare. Inga underarter finns listade i Catalogue of Life.